# Filip De Pillecyn
Filip De Pillecyn (né à Hamme, le 25 mars 1891 ; mort à Gand, le 7 août 1962) est un écrivain flamand, personnalité du Mouvement flamand et collaborateur durant la Seconde Guerre mondiale. Il est l'un des fondateurs du pèlerinage de l'Yser et a été accusé de collaboration après la guerre en raison de ses liens avec la Ligue nationale flamande et l'organisation fasciste DeVlag. Après ses années passées en prison, De Pillecyn devient membre du comité du pèlerinage de l'Yser. Son ouvrage le plus connu s'intitule Monsieur Hawarden. Il a été surnommé par Gerard Walschap le « prince des lettres néerlandaises ».

## Jeunesse
Filip est le cadet des quatre garçons de la famille De Pillecyn. Son père Henri est consignataire sur un bateau à vapeur et agent de change. De 1903 à 1910, Filip fait ses études à l'Institut Saint-Joseph de Saint-Nicolas, afin « d'apprendre son français ». Il poursuit ensuite ses études secondaires au Petit séminaire de la même ville, tout comme Édouard Poppe.
Ensuite, de 1910 à 1914, De Pillecyn étudie la philologie germanique à l'Université catholique de Louvain, auprès notamment du professeur flamingant Lodewijk Scharpé (nl). Il trouve à Louvain un terreau fertile pour ses aspirations flamingantes, littéraires et s'investit dans le mouvement étudiant flamand. Il rejoint en 1914 le cercle étudiant Met Tijd en Vlijt et l'Association générale des étudiants catholiques flamands (Algemeen Katholiek Vlaams Studentenverbond, en abrégé AKVS). Il collabore au journal étudiant Ons Leven et, après ses études, il est engagé comme rédacteur au quotidien De Standaard. Mais la guerre empêche la publication de ce nouveau journal.

## Première Guerre mondiale
Lorsque la Première Guerre mondiale éclate, De Pillecyn s'enfuit aux Pays-Bas, neutres, où il trouve un emploi au quotidien catholique De Maasbode. Puis, par l'intermédiaire de Frans Van Cauwelaert, il est engagé comme traducteur à l'Office belge à La Haye. En 1915, il part comme bénévole de guerre d'Angleterre jusqu'en France. Il devient cycliste dans l'artillerie lourde sur le front de l'Yser. Il est actif au sein du Secrétariat des étudiants flamands de l'enseignement supérieur et du frontisme. Il est également cofondateur de Heldenhulde. En 1917, il écrit en collaboration avec Hendrik Borginon (nl) le pamphlet Vlaanderens dageraad aan den IJzer (L'Aube de la Flandre sur l'Yser), où il appelle à une refonte sous forme fédérale de l'État belge. Durant la guerre, il écrit également des poèmes qui paraissent en 1920 avec des écrits de Jozef Simons (en) sous le titre Onder den Hiel. Il écrit enfin des histoires, compilées en 1927 sous le titre De Rit.

## Entre-deux-guerres
Après l'Armistice, De Pillecyn vit à Bruxelles de 1918 à 1926. En 1919, il devient secrétaire de rédaction au Standaard. Il écrit des articles incisifs sur des problèmes flamands et suit pour le journal le déroulement du procès de Maurice Geerardyn. Il devient un des responsables de l'organisation Vlaamse Oud-strijders (VOS) et devient rédacteur en chef de leur journal, intitulé De VOS. Il s'intéresse principalement à la position antimilitariste du mouvement. Il est également lié, en tant que cofondateur, à l'organisation du pèlerinage de l'Yser, pour lequel il donne plusieurs conférences.
En 1922, il se trouve en désaccord avec Frans Van Cauwelaert. Il estime que le Standaard est trop minimaliste sur le terrain flamand et suit trop le groupe parlementaire catholique à la Chambre. Il quitte le Standaard et devient rédacteur en chef du journal De Tijd, l'organe flamand de la Confédération des syndicats chrétiens. La même année, il fonde l'hebdomadaire satirique Pallieter (nl). En 1925, le Tijd est repris par Het Volk. De Pillecyn est licencié avec un an de congés payés. Il met ce temps à profit pour terminer sa thèse de doctorat sur Hugo Verriest. 
En 1926, il obtient son diplôme de docteur. Il enseigne le néerlandais et l'anglais à l'athénée de Malmedy. Il y fonde une section du Davidsfonds. Son séjour là-bas lui inspire un roman, Hans van Malmedy, publié en 1935. En 1933, il déménage à l'athénée de Malines où il enseigne jusqu'en 1941. Il devient président de la section locale du VOS et de la Katholieke Vlaamsche Landsbond (Union nationale catholique flamande). De 1935 à 1940, il fait également partie de la rédaction du mensuel culturel Volk. Il écrit également pour le Sportwereld de Karel Van Wynendaele et des chroniques littéraires pour le Standaard.

## Seconde Guerre mondiale
Après l'invasion allemande, De Pillecyn devient membre de la Ligue nationale flamande (VNV) et de l'organisation fasciste DeVlag. En août 1940, il signe l'appel du chef de Ligue nationale flamande, Staf de Clercq, pour un large mouvement populaire flamand et, en octobre de la même année, il devient membre du Conseil culturel flamand, où, avec Jef van de Wiele, il en prend la charge.
En mai 1941, De Pillecyn est nommé directeur général de l'enseignement moyen, poste qu'il occupera jusqu'à la Libération. Il perd la femme qu'il avait épousée en 1919, Elvire Van Duyse, décédée en 1942. En 1944, il se remarie avec Suzie De Cavel, une enseignante qu'il avait rencontrée auparavant à l'athénée de Malines.

## Après la Libération
En septembre 1944, il est déchu de sa fonction et est emprisonné pour fait de collaboration. Le 17 mars 1947, il comparaît devant le tribunal militaire de Bruxelles qui le condamne à dix ans de prison. Dans un premier temps, il est incarcéré au camp de Lokeren, puis dans les prisons de Termonde et de Saint-Gilles. Cette période l'a profondément marqué.
Après sa libération en juillet 1949, De Pillecyn s'établit à Gand. De 1957 à 1960, il est membre du comité du pèlerinage de l'Yser. Il meurt en 1962.